# Mischocyttarus fraudulentus
Mischocyttarus fraudulentus är en getingart som beskrevs av Richards 1978. Mischocyttarus fraudulentus ingår i släktet Mischocyttarus och familjen getingar. Inga underarter finns listade i Catalogue of Life.